# Satz von Deshouillers-Dress-Tenenbaum
Der Satz von Deshouillers-Dress-Tenenbaum (kurz Satz von DDT) ist ein Resultat aus der probabilistischen Zahlentheorie, welcher eine Aussage über die Wahrscheinlichkeitsverteilung eines Teilers {\displaystyle d} einer natürlichen Zahl {\displaystyle n} und des Intervalles {\displaystyle [1,n]} macht, wobei der Teiler {\displaystyle d} unter Gleichverteilung gezogen wird. Genauer befasst sich der Satz mit der Summe von Verteilungsfunktionen von logarithmischen Verhältnissen von Teilern zu wachsenden Intervallen. Der Satz sagt, dass die Cesàro-Summe der Verteilungsfunktionen gegen die Arcsin-Verteilung konvergiert, das heißt, die kleinen und großen Werte haben eine hohe Wahrscheinlichkeit. Man spricht deshalb auch vom Arcsin-Gesetz von Deshouillers-Dress-Tenenbaum.
Der Satz wurde 1979 von den französischen Mathematikern Jean-Marc Deshouillers, François Dress und Gérald Tenenbaum bewiesen. Das Resultat wurde 2007 von Gintautas Bareikis and Eugenijus Manstavičius verallgemeinert.

## Satz von Deshouillers-Dress-Tenenbaum
Sei {\displaystyle n\geq 1} eine natürlich Zahl und fixiere folgende Notation:
- {\displaystyle T(n)=\{s\in \mathbb {N} :s|n\}} ist die Menge der Teiler von {\displaystyle n}.
- {\displaystyle T(n,r)=\{s\in \mathbb {N} :s|n,\;s\leq r\}} ist die Menge der Teiler von {\displaystyle n}, welche kleiner oder gleich {\displaystyle r} sind.
- {\displaystyle \tau (n):=|T(n)|} die Anzahl der Teiler von {\displaystyle n}.
- {\displaystyle \tau (n,r):=|T(n,r)|} die Anzahl der Teiler von {\displaystyle n}, welche kleiner oder gleich {\displaystyle r} sind.
- {\displaystyle (\Omega ,{\mathcal {A}},P)} ist ein Wahrscheinlichkeitsraum.

### Einführung
Sei {\displaystyle d:\Omega \to T(n)} eine gleichverteilte Zufallsvariable auf der Menge der Teiler von {\displaystyle n} und betrachte das logarithmische Verhältnis
{\displaystyle D_{n}={\frac {\log(d)}{\log(n)}},}
das heißt, die Realisationen der Zufallsvariable {\displaystyle D_{n}} sind durch die Teiler von {\displaystyle n} charakterisiert, deren Wahrscheinlichkeiten jeweils {\displaystyle 1/\tau (n)} sind. Die Verteilungsfunktion von {\displaystyle D_{n}} wird wie folgt definiert
{\displaystyle \mathbb {P} (D_{n}\leq t):={\frac {1}{\tau (n)}}\sum \limits _{s|n,s\leq n^{t}}1={\frac {\tau (n,n^{t})}{\tau (n)}},\quad } für {\displaystyle 0\leq t\leq 1}.
Es lässt sich schnell sehen, dass die Zufallsvariablen {\displaystyle D_{1},D_{2},\dots ,D_{n},\dots } nicht in Verteilung konvergieren können, wenn man die Teilfolgen mit Primzahlindizes {\displaystyle D_{p_{1}},D_{p_{2}},\dots } betrachtet. Für eine Primzahl {\displaystyle p} und {\displaystyle D_{p}} gilt, es gibt nur zwei mögliche Realisationen, {\displaystyle D_{p}=0} oder {\displaystyle D_{p}=1}, welche mit Wahrscheinlichkeit {\displaystyle 1/2} angenommen werden. Es gibt also unendlich viele {\displaystyle D_{n}} welche diese zweipunktige Verteilung besitzen. Offensichtlich gilt diese Verteilung aber nicht für alle anderen Indizes, welche keine Primzahlen sind.
Deshouillers, Dress und Tenenbaum untersuchten deshalb die Summe der Verteilungsfunktionen bis zu einer Zahl {\displaystyle x\geq 2}, das heißt
{\displaystyle \sum \limits _{n\leq x}\mathbb {P} (D_{n}\leq t),}
und fanden entsprechend ein Gesetz dafür.

### Aussage
Sei {\displaystyle (D_{n})_{n\geq 1}} eine Folge aus den oben definierten Zufallsvariablen und {\displaystyle x\geq 2}. Dann gilt für alle {\displaystyle t\in [0,1]} und die Summe der Verteilungsfunktionen gleichmäßige Konvergenz
{\displaystyle \sum \limits _{n\leq x}\mathbb {P} (D_{n}\leq t)=x{\frac {2}{\pi }}\arcsin {\sqrt {t}}+{\mathcal {O}}\left({\frac {x}{\sqrt {\log(x)}}}\right),}
wobei die Verteilungsfunktion durch
{\displaystyle \mathbb {P} (D_{n}\leq t)={\frac {\tau (n,n^{t})}{\tau (n)}}}
gegeben ist.
Für das Cesàro-Mittel gilt somit
{\displaystyle {\frac {1}{x}}\sum \limits _{n\leq x}\mathbb {P} (D_{n}\leq t)={\frac {2}{\pi }}\arcsin {\sqrt {t}}+{\mathcal {O}}\left({\frac {1}{\sqrt {\log(x)}}}\right).}

## Weiterführende Resultate
Eugenijus Manstavičius, Gintautas Bareikis und Nikolai Mikhailovich Timofejew ersetzten den Zählfaktor {\displaystyle 1} in {\displaystyle \tau (n,v)} durch eine multiplikative Funktion {\displaystyle f:\mathbb {N} \to \mathbb {R} _{+}} und führten folgende Funktion ein
{\displaystyle M(n,v):=\sum \limits _{s|n,s\leq v}f(s),\qquad M(n):=M(n,n),}
wobei {\displaystyle v\in \mathbb {R} } und {\displaystyle n,s\in \mathbb {N} }. Sie untersuchten dann das stochastische Verhalten von
{\displaystyle X(n,v):={\frac {M(n,v)}{M(n)}}.}

### Resultat von Manstavičius-Timofejew
Sei {\displaystyle \mathbb {D} [0,1]} der Skorochod-Raum, dass ist der Raum der reellwertigen Càdlàg-Funktionen ausgestattet mit der Skorochod-Topologie {\displaystyle {\mathcal {D}}}. Weiter sei {\displaystyle {\mathcal {B}}(\mathbb {D} [0,1])} die borelsche σ-Algebra.
Für {\displaystyle 1\leq m\leq x} definiere ein diskretes Maß {\displaystyle \mu _{x}(\{m\}):=1/[x]}, das heißt, {\displaystyle \mu _{x}} beschreibt die Wahrscheinlichkeit {\displaystyle m} aus {\displaystyle [1,x]} mit Wahrscheinlichkeit {\displaystyle 1/[x]} zu ziehen.
Manstavičius und Timofejew untersuchten den Prozess {\displaystyle \left(X_{x}\right)_{x\geq m}} mit
{\displaystyle X_{x}:=X_{x}(n,t)={\frac {M(n,x^{t})}{M(n)}}}
für {\displaystyle t\in [0,1]} und Bildmaß {\displaystyle \mu _{x}\circ X_{x}^{-1}} auf {\displaystyle \mathbb {D} [0,1]}.
Das heißt, das Bildmaß ist für {\displaystyle B\in {\mathcal {B}}(\mathbb {D} [0,1])} wie folgt definiert
{\displaystyle \mu _{x}(B):={\frac {1}{[x]}}\sum \limits _{m\leq x}1_{B}(X_{x}(m,\cdot )).}
Sie zeigten dann, dass wenn {\displaystyle f(p)=C>1} für jede Primzahl {\displaystyle p} gilt und {\displaystyle f(p^{k})\geq 0} für alle Primzahlen {\displaystyle p} und alle {\displaystyle k\geq 2}, dann konvergiert {\displaystyle \mu _{x}\circ X_{x}^{-1}} für {\displaystyle x\to \infty } schwach zu einem Maß in {\displaystyle \mathbb {D} [0,1]}.

### Resultat von Bareikis-Manstavičius
Bareikis und Manstavičius verallgemeinerten den Satz von Deshouillers-Dress-Tenenbaum und fanden einen Grenzwertsatz für die Summe
{\displaystyle S_{x}(t):={\frac {1}{x}}\sum \limits _{m\leq x}{\frac {M(m,m^{t})}{M(m)}}}
für eine Klasse von multiplikativen Funktionen {\displaystyle f}, welche gewisse analytische Eigenschaften erfüllen. Die resultierende Verteilung ist aber nicht mehr die Arcsin-Verteilung, sondern die allgemeinere Beta-Verteilung. Die Arcsin-Verteilung ist ein Spezialfall der Beta-Verteilung.